# Ponyvád
Ponyvád egykor önálló falu volt mely hol Győr, hol Veszprém vármegyéhez tartozott. Ma Malomsok település része, Veszprém vármegyében.

## Története
Ponyvádot már 1086-ban említik oklevelek Villa Panniuadi néven. 1242-ben a tatárok elpusztították, de később újjáépült. A középkorban a Szent Mauríciusz Monostor, illetve a Gencsy és a gróf Cseszneky család birtoka volt. A 18. század végén már a gróf Amadé család tulajdonában volt, az 1940-es években pedig gróf Teleki Pálé volt.
Vályi András szerint: 

„PONYVÁD. Alsó, és Felső Ponyvád. Szabad puszták Győr Vármegyében, földes Ura Gróf Amade Uraság, fekszenek a’ Sokoróallyai járásban, a’ Malomsoki határnak szomszédságában, földgyei jó gabonát termők, szénájok bőven terem, és a’ marha nevelésre igen alkalmatosak.”
Fényes Elek szerint:

„Ponyvád, puszta, Győr vmegyében, Marczaltő és Malomsok szomszédságában.„

## Megközelítése
A mai Ponyvád, mint Malomsok külterületi településrésze, a 8416-os útról dél felé letérve, egy önkormányzati úton érhető el. Az elágazás az út 7+200-as kilométerszelvénye táján található, Újmalomsok legkeletibb házaitól bő 1 kilométerre keletre. Korábban egy ideig gazdasági vasút kötötte össze a Győr–Celldömölk-vasútvonal Vaszar vasútállomásával (e vasút csekély sínmaradványai még láthatók a Google Utcakép 2022-ben elérhető felvételein, a vonal és a 83-as főút keresztezésénél, Takácsitól északra).